# John Huntley (cầu thủ bóng đá)
John Huntley (sinh ngày 5 tháng 11 năm 1967) là một cựu cầu thủ bóng đá người Anh thi đấu ở vị trí hậu vệ ở Football League cho Darlington và ở bóng đá non-league cho Chester-le-Street Town.
Huntley ra mắt Darlington lúc 17 tuổi, trong đội hình xuất phát trong chuyến làm khách trước York City ở Third Division vào ngày 5 tháng 10 năm 1985; York giành chiến thắng 7-0. Ông thi đấu thêm 5 trận quốc nội nữa trong mùa giải, 4 trận đá chính và một trận đá chính ở League Cup và một trận ra sân từ dự bị ở Associate Members' Cup.